# Teratozephyrus doni
Teratozephyrus doni là một loài bướm ngày nhỏ được tìm thấy ở Ấn Độ, thuộc họ Bướm xanh.

## Phân loại
Loài bướm này trước đây được phân loại là Thecla doni Tytler.

## Phân bố
Nó phân bố ở Ấn Độ tại Manipur.

## Tình trạng
Rất hiếm.